# آنتایوس
آنتایوس (به یونانی: Ἀνταῖος)، در اساطیر یونانی، غول لیبوا است.
پسر پوزئیدون و گایا بود. قدرت خارق‌العاده‌ای داشت که از تماس با مادرش گایا (زمین) به دست می‌آورد. آنتایوس که دارای قدرت شگفت انگیزی بود، با هر بیگانه‌ای که به سرزمینش وارد می‌شد کشتی می‌گرفت و چون زمین می‌خورد قدرت تازه می‌یافت و برهمه چیره می‌گشت و با استفاده از جمجمه آنها سقف معبد پدر خود خدای دریاها را می‌پوشاند. سرانجام هراکلس با کمک آتنا او را از زمین بلند کرد و آن‌قدر فشار داد تا کشته شد. 